# Rui Nabeiro
Manuel Rui Azinhais Nabeiro ComIH • ComMAIC (Campo Maior, 28 de março de 1931 – Lisboa, 19 de março de 2023) foi um empresário português, fundador do grupo Delta Cafés.

## Biografia
De uma família humilde, começou a trabalhar por volta dos doze anos. Ajudava a mãe numa pequena mercearia e o pai e os tios na torra do café, numa época em que se sentiam os efeitos da guerra civil em Espanha e a zona raiana era lugar de contrabando.
Aos 17 anos, após a morte do pai, assumiu os destinos da pequena torrefação familiar. Para fazer crescer a empresa, fomentou a venda de café em Espanha, constituindo depois uma sociedade com os seus tios, a Torrefação Camelo, da qual tornou-se gerente. Contudo, insatisfeito com a sociedade deixou a gerência da empresa, fundando com a esposa e filhos seu próprio negócio em 1961, a Delta Cafés que, além dum pequeno armazém de mercearias, logo se iniciou na torra do café. Nascia assim a marca Delta, que passados poucos meses se distribuía em todo o país, abrindo um entreposto comercial em Lisboa, em 1963, e outro no Porto, em 1964.
Antes do 25 de abril de 1974, e por duas vezes, Nabeiro foi nomeado presidente da Câmara Municipal de Campo Maior — em 1962 e em 1972, tendo exercido a função por menos de um ano, alegando ter-se incompatibilizado, a primeira vez, com os restantes membros da Câmara, e a segunda vez com o Governador Civil de Portalegre. Nabeiro voltaria, no entanto, a exercer o cargo — agora democraticamente eleito, pelo Partido Socialista — em 1977, sendo reeleito duas vezes, e mantendo-se no cargo até 1986, ano em que fugiu para Badajoz após ser acusado pelo Ministério Público dos crimes de fraude fiscal e associação criminosa, referentes à falta de pagamento da taxa de importação sobre café proveniente dos Países Baixos. Viria a ser ilibado, não tendo sido submetido a qualquer julgamento criminal.
Empresário líder no mercado dos cafés, constituiu em 1982 a Novadelta e, em 1984, criou uma nova fábrica de torrefação, na altura a maior da Península Ibérica. Em 1988 criou a holding Nabeirogest, através da qual soma investimentos no ramo agrícola e vitivinícola, na distribuição alimentar e de bebidas, no retalho automóvel, no comércio imobiliário e na hotelaria.
A 9 de Junho de 1995, Mário Soares atribuiu-lhe o grau de comendador da Ordem Civil do Mérito Agrícola, Industrial e Comercial Classe Industrial, e a 5 de Janeiro de 2006, Jorge Sampaio distinguiu-o como comendador da Ordem do Infante D. Henrique.
Em 2002 foi apresentada a biografia de Rui Nabeiro, intitulada O homem. Uma obra – a de Rui Nabeiro, da autoria de Tereza Castro Ribeiro Reis. Em 2007 inaugurou o Centro Educativo Alice Nabeiro, para dar resposta às necessidades extra-escolares das crianças de Campo Maior. Com o patrocínio da Delta a Universidade de Évora criou, em 2009, a Cátedra Rui Nabeiro, destinada à promoção da investigação, do ensino e da divulgação científica na área da biodiversidade.
Foi cônsul regional honorário de Espanha, com sede na vila de Campo Maior e jurisdição nos distritos de Castelo Branco, Beja, Portalegre e Évora.
Já em 2020, foi agraciado com o Globo de Ouro de Mérito e Excelência por Pinto Balsemão.
Rui Nabeiro faleceu a 19 de março de 2023 no Hospital da Luz Lisboa, aos 91 anos, vítima de doença. Na véspera recebeu a visita do Presidente da República Marcelo Rebelo de Sousa. O seu falecimento foi lamentado pelo Presidente da República, Presidente da Assembleia da República, Primeiro-Ministro e diversas personalidades, tendo Rui Nabeiro sido consensualmente lembrado pelo seu humanismo e dinamismo empresarial. A Câmara Municipal de Campo Maior decretou 5 dias de luto municipal, ao passo que a Câmara Municipal de Elvas decretou 3 dias de luto municipal.
Era avô materno do cavaleiro tauromáquico Marcos Bastinhas.